# Петропавловка 2-я
Петропа́вловка 2-я — село в Венгеровском районе Новосибирской области России. Административный центр Петропавловского 2-го сельсовета.

## География
Площадь села — 56 гектаров.

## Население
| 2002 | 2007 | 2010 |
| ---- | ---- | ---- |
| 536  | ↘525 | ↘495 |

## Инфраструктура
В селе по данным на 2007 год функционируют 1 учреждение здравоохранения, 1 образовательное учреждение.